# Herb gminy Poczesna
Herb gminy Poczesna – jeden z symboli gminy Poczesna.

## Wygląd i symbolika
Herb przedstawia na tarczy w polu czerwonym srebrny ceglany piec kuźniczy, w którego palenisku trzy czerwone płomienie ognia. Nad piecem skrzyżowane złoty kilof (żelazko) i złoty młot górniczy (pyrlik), obydwa o czarnych rękojeściach. W środku srebrna podkowa, barkiem ku górze. Na dole herbu cztery falujące wstęgi rzeki, naprzemiennie biała i niebieska. Białe i niebieskie wstęgi rzeki symbolizuje Wartę, płynącą przez wieś, piec kuźniczy symbolizuje kuźnicę, która została założona w Poczesnej pod koniec XVI wieku i dała początek wsi, a młot i kilof (perlik i żelazko) symbolizują związek wsi i gminy z wydobyciem rud żelaza na tym terenie, które trwało pięć wieków. 